# Staroseltsi
Staroseltsi (Bulgaars: Староселци) is een dorp in het noorden van Bulgarije. Het dorp is gelegen in de gemeente Iskar in de oblast Pleven. Het dorp ligt hemelsbreed ongeveer 31 km ten noordwesten van Pleven en 121 km ten noorden van Sofia. Het dorp telde 889 inwoners op 15 maart 2024.

## Bevolking
Het dorp Staroseltsi had bij een schatting van 2020 een inwoneraantal van 819 personen. Dit waren 202 mensen (-19,8%) minder dan 1.021 inwoners bij de officiële census van februari 2011. De gemiddelde jaarlijkse groei in die periode komt daarmee uit op -2,2%, hetgeen lager is dan het landelijk jaarlijks gemiddelde over deze periode (-0,63%). Het aantal inwoners vertoont al tientallen jaren een dalende trend: in 1946 woonden er nog 3.828 personen in het dorp.
In het dorp leven nagenoeg uitsluitend etnische Bulgaren. In februari 2011 identificeerden 983 van de 995 ondervraagden zichzelf als ethische “Bulgaren”, oftewel 98,8% van alle ondervraagden.
| Etnische samenstelling van de respondenten (2011) | Etnische samenstelling van de respondenten (2011) | Etnische samenstelling van de respondenten (2011) | Etnische samenstelling van de respondenten (2011) | Etnische samenstelling van de respondenten (2011) |
| ------------------------------------------------- | ------------------------------------------------- | ------------------------------------------------- | ------------------------------------------------- | ------------------------------------------------- |
|                                                   |                                                   |                                                   |                                                   |                                                   |
| Bulgaren                                          | Bulgaren                                          |                                                   | 98,8%                                             | 98,8%                                             |
| Turken                                            | Turken                                            |                                                   | 0,0%                                              | 0,0%                                              |
| Roma                                              | Roma                                              |                                                   | 0,0%                                              | 0,0%                                              |
| Anders/Onbekend                                   | Anders/Onbekend                                   |                                                   | 1,2%                                              | 1,2%                                              |